# Bussy (Cher)
Bussy – miejscowość i gmina we Francji, w Regionie Centralnym, w departamencie Cher.
Według danych na rok 1990 gminę zamieszkiwało 436 osób, a gęstość zaludnienia wynosiła 16 osób/km² (wśród 1842 gmin Regionu Centralnego Bussy plasuje się na 731. miejscu pod względem liczby ludności, natomiast pod względem powierzchni na miejscu 414.).